# Bioética personalista
En el marco de la bioética, se puede llamar bioética personalista, a aquella corriente que toma sus principios del personalismo. Así como el personalismo tiene diversos desarrollos centrando el estudio en distintas características de la persona, así también la bioética personalista no constituye una Bioética de soluciones cerradas y homogéneas entre los que la cultivan. Así, por ejemplo, no es lo mismo la argumentación que pueda hacer Palazzani desde un plantamiento de personalismo ontológico clásico, que Burgos desde una personalismo ontológico moderno.

## Adherentes a la bioética personalista
Existe una gran número de personas que se adhieren a la Bioética personalista, pero de formas muy distintas. Podemos agruparlas en tres bloques:
1. Integrantes del movimiento pro-vida. Los postulados de la bioética personalista —su mismo significado primario— generan un atractivo importante para muchas personas que trabajan, en modos muy diversos —grupos provida, ONG, colaboración en acciones aisladas, ideólogos, etc.— con el objetivo de defender la dignidad humana. A diferencia de otras corrientes bioéticas mucho más ambiguas en este terreno, y de otras directamente contrarias a la asignación de dignidad a todo ser humano, la bioética personalista no solo se funda en el concepto de persona sino que asume que todo ser humano es persona, y se construye con el objetivo declarado de defender la dignidad de todo hombre. Es fácil, entender, por tanto, que las personas que componen el movimiento provida, entendido este en el sentido más amplio posible, no como pertenencia a una asociación u organización concreta, se sientan atraídas por este tipo de bioética.
2. Bioéticos católicos que siguen la doctrina de la Iglesia. Las premisas teóricas de la bioética personalista la hacen particularmente cercana, también, con las posiciones de la Iglesia católica en esta materia. Y no solo porque ambas coinciden en la defensa de la vida desde la concepción hasta la muerte sino porque el magisterio reciente de la Iglesia católica, que debe inevitablemente sustentarse en unos presupuestos teóricos, emplea una argumentación de corte personalista cuyo eje es el uso sistemático del concepto de persona como elemento clave de su argumentación. Es más, el último documento emitido por la Congregación de la Doctrina de la Fe sobre la cuestión, lo integra en el mismo título: La dignidad de la persona (Dignitas personae). Estando así las cosas resulta fácil comprender que, para muchos bioéticos católicos –los que siguen las tesis magisteriales-, resulte casi un movimiento natural integrarse en la corriente de la bioética personalista ya que supone adherirse a una corriente que suponen que les va a proporcionar los fundamentos teóricos de aquello en lo que creen.
3. Representantes de la filosofía realista. Por último, el concepto de persona remite a una tradición filosófica de más de dos mil años de antigüedad, en la que se encuentran los principales representantes de la filosofía realista, con nombres como Platón, Aristóteles, Boecio, Agustín, Buenaventura, Tomás de Aquino y el personalismo contemporáneo, entre muchos otros. Este amplio marco filosófico, de gran raigambre en el pensamiento católico y de gran riqueza, proporciona unas bases antropológicas y filosóficas sólidas desde las que argumentar tanto desde el punto de vista antropológico como ético en los problemas de la bioética. Es fácil comprender que, a quienes trabajan en el campo de la fundamentación y se sienten cómodos en este planteamiento filosófico, les resulte natural adherirse a una corriente como la bioética personalista que se basa en el concepto de persona y comparte postulados antropológicos muy similares. Y, viceversa, a los bioéticos personalistas les resulta igualmente natural buscar apoyo en una filosofía que respeta su visión general del hombre y apuesta por la dignidad humana.

Ahora bien, el primer grupo se dedica más bien a la acción, por lo que no desarrollan unos principios teóricos de Bioética personalista. La iglesia católica tampoco pretende desarrollar un marco de Bioética personalista, sino tan sólo hacer unas reflexiones aunque estén bien argumentadas sobre las exigencias de la dignidad en el marco de la vida humana.
El tercer grupo acoge a filósofías que tienen en común el realismo pero que son bien distintas, no necesariamente opuestas, incluso en el concepto de persona. La filosofía personalista entra dentro de este grupo, pero constituye una escuela filosófica peculiar, por su concepto de persona que emerge en el siglo XX.
Propiamente, la bioética personalista es la que se desarrolla desde la filosofía personalista que tiene unos contenidos específicos.

## La propuesta de Sgreccia
Elio Sgreccia es quien ha trabajado con más claridad y profundidad desde esta perspectiva. Su propuesta principal se encuentra desarrollada en su conocido manual de bioética traducido a diversos idiomas.
Son los siguientes:
1. El principio de defensa de la vida física: condición de cualquier valor. Esto implica el reconocimiento del valor personal de la vida corporal, y la exigencia del respeto a esa vida desde su concepción hasta su término natural. El cuerpo no puede ser considerado como un instrumento de la persona, porque forma parte de su propia esencia.
2. El principio de libertad y responsabilidad. Debe procurarse que todos los que participan en una acción puedan ejercer conscientemente su libertad. Se trata de un concepto de libertad que no es simple libre arbitrio, sino que asume las consecuencias que lleva consigo la elección hecha. El valor moral no atenderá sólo a la autonomía con la que se ha realizado la acción, sino también a la realización de la persona en esa elección.
3. El principio de totalidad o principio terapéutico. Por el bien de la totalidad del individuo, es lícito privarse de alguna parte como único camino para obtener el bien de la totalidad. Por ejemplo, hay que privar a la persona de un miembro cancerígeno para lograr que su salud sea mejor. Además, se suele exigir que la relación “todo-parte” sea restringida al individuo y no se aplique a la relación individuo-sociedad. Así, por ejemplo, no sería lícito acabar con la vida de una persona inocente para salvar a la sociedad de un peligro.
4. El principio de socialidad y subsidiaridad. Consiste en la promoción de la vida y de la salud de la sociedad a través de la promoción de la vida y de la salud de la persona singular: al margen de toda forma de individualismo o colectivismo, la socialidad está finalizada por la consecución del 'bien común' a través de la consideración de los 'bienes individuales'. El principio de socialidad está integrado en el de subsidiariedad que prescribe la obligación del cuidado de los más necesitados. Socialidad y subsidiariedad derivan del deber de respeto recíproco interpersonal fundado en el reconocimiento de la dignidad de los demás en cuanto personas: la persona es la fuente y el fin de la sociedad, en cuanto se realiza participando en la realización del bien de los semejantes. Estos últimos principios se refieren al problema de la política económica sanitaria: es precisamente el tema de la macro-distribución de los recursos, o sea, la decisión relativa a cuánto se debe invertir en el sector sanitario, etc.[1]

Estos principios que se ofrecen como sustitutivos de los del Principialismo están siendo poco utilizados porque aunque manifiestan con más claridad una antropología subyacente, sin embargo resultan poco específicos a la hora de la práctica médica. Por eso los bioéticos personalistas suelen acudir a esa antropología para desarrollar las cuestiones concretas, más que acudir a esos principios. El desarrollo de la Bioética personalista se ha producido sobre todo a partir del trabajo de Elio Sgreccia, y del grupo de trabajo de la FIBIP (Federación Internacional de Centros de Bioética de inspiración personalista).

## Requisitos para una Bioética personalista
1. Lo primero es partir de unos fundamentos filosóficos de tipo personalista tal como los plantea el Personalismo y no de cualquier otro planteamiento realista, o de cualquier definición del persona. Desde aquí se puede investigar en conceptos como persona, la naturaleza humana, los diversos tipos y niveles de relaciones interpersonales, la libertad, la conciencia moral, u otros conceptos básicos en bioética, acudiendo a los filósofos que hayan tratado con detalle las cuestiones correspondientes.
2. La perspectiva propiamente bioética aparece al desarrollar, dentro de la antropología personalista, los conceptos que afectan directamente –y no solo de modo derivado-  a la bioética: la vida humana, la corporalidad y sus manifestaciones, una antropología del dolor, la enfermedad y la muerte, el cuidado, las relaciones interpersonales en el ámbito biomédico, la determinación del carácter personal en las fases iniciales o terminales de la vida, etc. Por lo reciente que está el nacimiento de la Bioética, tan sólo dos de los principales personalistas han tratado estos temas: Zubiri y Laín Entralgo.[2]
3. Afrontar los diversos temas: aborto, eutanasia, etc., desde perspectivas propiamente personalistas y no desde otras, legítimas, pero de otro planteamiento como puede ser el aristótelico-tomista.

## Aportes del Personalismo a la Bioética
1. Una antropología defensora de la dignidad de la persona. El personalismo nació para defender al ser humano de los peligros opuestos representados por el colectivismo y el liberalismo individualista. Desde entonces siempre ha luchado por la defensa de la persona, y ahora ha extendido esa lucha a un nuevo ámbito: la bioética. Por ello, quien comparta esta convicción encontrará sin duda en el personalismo un pensamiento poderoso para participar en los debates actuales.
2. Una antropología moderna cercana a la perspectiva biomédica. Por haber surgido en el siglo XX, el personalismo es una filosofía constitutivamente moderna, lo que supone una notable ventaja en los debates contemporáneos ya que sus estructuras filosóficas responden a esta mentalidad y no necesitan ser adaptadas. Una manifestación de este rasgo es que su perspectiva ontológica-fenomenológica con origen en la experiencia integral, genera conceptos como corporalidad, identidad personal, subjetividad, narratividad personal, autodeterminación, experiencia moral, etc., que tienen un correlato cercano en la experiencia cotidiana. Esto facilita su uso en contextos biomédicos dominados por una argumentación científica en la que los razonamientos basados en categorías metafísicas apenas pueden llegar a ser comprendidos.
3. Una fuerte estructura antropológica de referencia. La reflexión antropológica desarrollada por los pensadores personalistas es muy grande y variada por lo que los bioéticos, especialmente los que trabajan en el área de fundamentación, disponen de una rica y sofisticada tradición de referencia con la que dar solidez y profundidad a sus investigaciones y argumentaciones.
4. Un conjunto de conceptos útiles para la bioética. El personalismo ha elaborado un abanico de conceptos particularmente útiles para el desarrollo de una bioética respetuosa de la dignidad de la persona comenzando, justamente, por el concepto de persona. Aunque esta noción es muy antigua, solo el personalismo le ha dado una formulación filosófica estricta que incorpora los avances filosóficos de la modernidad.[5] Y esta noción así elaborada es fundamental en la bioética personalista. Junto a él, se pueden apuntar además otros ya mencionados al hablar de la antropología biomédica: la corporalidad (muy distinta de la materialidad); el análisis antropológico de la muerte; el carácter temporal de la persona; el amplio tratamiento que el personalismo hace de la interpersonalidad, muy adecuado para afrontar la relación entre médico y paciente, los problemas de los cuidadores y familiares en enfermedades crónicas, etc.[2]